# Grube Vereinigung
Die Grube Vereinigung war eine Erzgrube in der Ortsgemeinde Katzwinkel (Verbandsgemeinde Wissen) im Landkreis Altenkirchen in Rheinland-Pfalz.

## Geschichte
Bereits vor 1824 wurde Erz abgebaut. 1835 fand eine Konsolidation aus folgenden Gruben statt:
- Pingengang
- Katzwinkler Nebengang
- Florentinus
- Neue Hoffnungsgang

Ab 1860 wurde Tiefbau betrieben. 1860 wurde der Alte Schacht angelegt. Er hatte eine Teufe von 580 m. Der Neue Schacht I (Teufe: 680 m) wurde 1881 abgeteuft. Erste Seilfahrt im Neuen Schacht I war 1883. Ab 1864 gab es eine Pferdebahn zur Alten Hütte, ab 1873 wurde das Erz mit Lokomotiven gefahren. 1900 wurde die Grube durch die Vereinigte Stahlwerke van der Zypen und Wissener Eisenhütte AG (Sitz Wissen) übernommen. Im Zuge von Modernisierungsmaßnahmen wurde der zweite, mit einer elektrischen Fördermaschine versehener Schacht (Neuer Schacht II) abgeteuft, die untertägigen Pumpen wurden elektrifiziert und eine Seilbahn auf der 500-m-Sohle und der 540-m-Sohle installiert. Durch die Blindschächte 3, 4 und 5 wurde die Grube weiter über die 580-m-Sohle bis zur 660-m-Sohle aufgeschlossen. Die Gesamtteufe der Grube lag bei 1023 m. Die Förderung wurde zusammen mit den Gruben Reutersbruch und Wingertshardt betrieben. Eine Verbindungsstrecke zur Grube Wingertshardt bestand auf der 460-m-Sohle. Erst wurde ein Teil, später die gesamte Förderung der Grube Wingertshardt zur Vereinigung gebracht und hier zu Tage gefördert. Der zuvor erwähnte, zweite neue Schacht war ab 1915 in Betrieb. Bis zu 820 Belegschaftsmitglieder arbeiteten 1911 in der Grube. Ab 1935 wurde elektrisch gefördert. 1926 wurde die höchste Fördermenge des Siegerlands mit 192.000 t Eisenerz mit 800 Mann Belegschaft erreicht.
In den 1930er-Jahren wurden Monatsfördermengen von bis zu 18.000 t Erz erreicht, welche bis 1945 beibehalten werden konnten. Danach nahm die Fördermenge ab, da die Mittel sich in größerer Tiefe verschlechterten. Zuletzt wurde nur noch das Mittel Reutersbruch auf der 600-m-Sohle abgebaut. Die tieferen Sohlen der Grube wurden geflutet. 1960 waren noch 185 Bergleute in der Grube beschäftigt, wenig später nur noch 150. Absatzschwierigkeiten und die Erschöpfung der Lagerstätten führten zur Einstellung der Förderung am 30. Juli 1963. Zuletzt arbeiten noch 133 Bergleute in der Grube. Am 30. September 1963 wurde die Grube stillgelegt. Mit der Grube Wingertshardt zusammen wurden 9,3 Mio. t Eisenerz gefördert.

## Gangmittel
Die mächtigsten Gangvorkommen wurden auf der 620-m-Sohle und der 660-m-Sohle erreicht. Teilweise betrug die Mächtigkeit 24 m.
Ab der 700-m-Sohle verschlechterte sich die Ausbildung des Ganges.
Das Mittel Reutersbruch hingegen verfügte auf der 600-m-Sohle über eine Gangfläche von ca. 1000 m2, welches ab 1960 abgebaut werden konnte bei einer monatlichen Förderung von ca. 5.000 t.